# Al-Bālqāʾ
Al-Bālqāʾ (en árabe: البلقاء‎) es una de las doce gobernaciones del Reino Hachemita de Jordania y su capital es la ciudad de as-Salṭ. Aunque es la décima gobernación en cuanto a superficie, comprende casi la mitad de la población del país. Se localiza al noroeste de Amán, la capital jordana, y está delimitada por los ríos Zarqa al norte, Muŷib al sur, y el río Jordán en el lado poniente, el cual la separa Cisjordania. Al-Bālqāʾ colinda con las gobernaciones de Irbid, Ajlún y Gerasa al norte, Amán al este y Madaba al sur.
La región histórica del Bālqāʾ es considerablemente mayor que la gobernación actual, y se corresponde en gran medida con la región helenística de Perea. Al-Bālqāʾ se caracteriza por dos áreas bien diferenciadas, la occidental es una llanura fértil provocada por el río Jordán (valle llamado الغور al-Gūr en árabe), mientras que la oriental es montañosa y de clima típicamente mediterráneo. Estas montañas se corresponden a las denominadas Tierras Altas de Jordania, una cadena que recorre el país en sentido norte-sur, y que separa la franja mediterránea de la extensa área esteparia-desértica. Mientras que en la región de al-Gūr se alcanzan cotas de hasta 224 m bajo el nivel del mar, en las Tierras Altas del Bālqāʾ se encuentran picos como el monte Nebo (835 m s. n. m.), el ŷabal al-Buqan (1 012 m s. n. m.), el tell Nabi Usha (1 096 m s. n. m.) o el ŷabal al-Ghazzālāt (1 116 m. s. n. m).

## División Interna
Esta gobernación se divide en 5 áreas o nahiyas:
- Al-Balqa'
- Ardhah
- As-Salt
- Dair Alla
- Shuna al-Janibiyya

## Demografía
La Gobernación de Al Balqa' posee una superficie de 1076 kilómetros cuadrados, los cuales son habitados por un total de 344 985 personas. Estos datos dan lugar a una densidad poblacional de 320,61 residentes por cada kilómetro cuadrado.